# Stéphane Henchoz
Stéphane Henchoz  (* 7. September 1974 in Billens) ist ein ehemaliger Schweizer Fussballspieler und jetziger Sportdirektor beim FC Lausanne-Sport.

## Karriere

### Vereine
Henchoz spielte auf der Position des Innenverteidigers. Er war einer der ersten Schweizer Fussballer, die sich bei einem europäischen Spitzenklub durchsetzen konnten. 2001 und 2002 wurde er zum besten Schweizer Fussballer im Ausland gewählt.
Beim FC Liverpool bildete er von 2000 bis 2004 gemeinsam mit dem Finnen Sami Hyypiä die Innenverteidigung. Nach einem kurzen Abstecher nach Schottland zu Celtic Glasgow spielte er für die Saison 2005/06 in der englischen Premier League bei Wigan Athletic, bevor er im Sommer 2006 zu den Blackburn Rovers wechselte. Dort kam er jedoch im Zeitraum von zwei Jahren auf nur zwölf Ligaspiele und hatte vor allem mit Verletzungen zu kämpfen. In der Folge stellte ihn die Vereinsführung am 19. Mai 2008 frei.
Im Oktober 2008 beendete Henchoz seine Fussballerkarriere.

#### Erfolge
- Sieger im UEFA Super Cup 2001 mit Liverpool
- Sieger im UEFA-Cup 2001 mit Liverpool
- Sieger im FA Cup 2001 mit Liverpool
- Sieger im EFL Cup 2001 und 2003 mit Liverpool
- Sieger im FA Community Shield 2001 mit Liverpool
- englischer Vizemeister 2002 mit Liverpool
- schottischer Vizemeister 2005 mit Celtic Glasgow

### Nationalmannschaft
Henchoz lief 72 Mal für die Schweizer Fussballnationalmannschaft auf und spielte bei den Europameisterschaften 1996 und 2004. In der Qualifikation zur Fussball-Weltmeisterschaft 2006 wurde er nicht mehr berücksichtigt.

### Trainer
Zu Beginn der Saison 2009/10 wurde Henchoz als Trainer des Schweizer Erstligisten FC Bulle verpflichtet.
In der Saison 2018/19 stand er bei Neuchâtel Xamax erstmals in der Raiffeisen Super League an der Seitenlinie. Mit dem Wechsel zum Ligakonkurrenten FC Sion auf die Saison 2019/20 beerbte er den freigestellten Murat Yakin. Am 3. November 2019 trat Henchoz nach einer Niederlagenserie vom Trainerposten beim FC Sion zurück. Im Juli 2020 kehrte er zu Xamax zurück, wo er bis im Dezember 2020 blieb.

### Funktionär
Von Januar 2022 bis März 2024 war Henchoz Spieler-Scout für Olympique Lyon, danach Sportkoordinator und Berater des Managements beim FC Lausanne-Sport. Seit Juli 2024 ist er Sportdirektor des Waadtländer Vereins.

## Sonstiges
Neben der Trainerarbeit wurde Henchoz beim französischsprachigen Radio Télévision Suisse als Fussballexperte tätig.